# Hermanas Franciscanas Angelinas
Las Hermanas Franciscanas Angelinas es una congregación religiosa de la Iglesia católica. Fue fundada por la Sierva de Dios madre Clara Ricci, con cooperación del padre Inocencio Gamalero OFM, en Castelspina, Italia, en el año 1884.

## Reseña histórica
Esta familia religiosa nace con el ardor de la evangelización, con carisma propio: llevar  paz y reconciliación al mundo entero. La congregación se difundió sobre toda la zona de Alessandria. Luego, en pocos años, se transfirió a la casa de Turín. Desde allí se extendió a otras regiones del territorio italiano: Piamonte, Venecia, Liguria y zonas aledañas, hasta llegar a Roma, primero con un fin humanitario de la postguerra y luego como sede central de la congregación. Es así que se han ido realizando la tarea evangelizadora y el deseo de expansión de la Madre Clara Ricci, quien decía: «De nosotras esperan y quieren grandes cosas».
En años siguientes trascendió las propias fronteras. En 1948 se concretó la primera misión en China, cuya continuidad resultó truncada a causa de las persecuciones comunistas. Tras la discontinuidad china, no se apagó el entusiasmo, sino que se extendió a Bolivia. En 1949 llegaron las primeras ocho misioneras italianas en tierras de la Chiquitania. La delegación de Bolivia dio vida posteriormente a dos nuevas misiones. Así, el año 1985 llegan a Brasil; en 1992, a Argentina. En 1978 nació la misión africana, hoy activa en la República Democrática del Congo y en Chad.
Las hermanas Franciscanas Angelinas, hacen concreto el anuncio de la "paz y de la reconciliación", a través de las distintas pastorales que realizan, con niños, jóvenes, adultos, ancianos, a través de las obras de misericordia.
La espiritualidad dejada por la fundadora Madre Clara Ricci, se fundamenta en tres pilares: "el amor a la pobreza, la construcción de la fraternidad y el abandono confiado a la voluntad de Dios".